# República de Connaught
```
   |-
       |
Erro:
:  
valor não especificado para "
nome_comum
"

   |-
       | 
Erro:
:  
valor não especificado para "
continente
"
```

A República de Connaught (oficialmente em inglês: Provisional Government of the Province of Connacht, em irlandês: Rialtas Sealadach Chúige Connachta) e muitas vezes denominada simplesmente como República Irlandesa, foi uma república irlandesa independente do governo britânico criada graças à ajuda militar francesa durante a rebelião irlandesa de 1798.
O seu governo teve uma existência muito breve, dada a escassa vida do novo estado e a situação de guerra. Por isso desconhece-se se chegou a ser reconhecida pela República Francesa como «república irmã». As suas fronteiras mudaram rapidamente antes da derrota final, correspondendo aproximadamente ao território da atual província irlandesa de Connacht. A capital era Castlebar.

## História
A república foi proclamada depois da vitória franco-irlandesa na Batalha de Castlebar (27 de agosto de 1798) sob direção do general francês Jean Joseph Amable Humbert, que nomeou presidente o irlandês John Moore.
Embora a vitória sobre os ingleses tivesse sido espetacular, o exército franco-irlandês perdeu cerca de 150 homens, a grande maioria durante os bombardeamentos iniciais. Os britânicos sofreram mais de 350 baixas, das quais 80 correspondem a falecidos e o resto a feridos ou capturados, incluindo possivelmente 150 desertores que se passaram par ao lado rebelde. Depois da vitória, milhares de voluntários se uniram ao exército francês, que pediu reforços à metrópole.
No entanto, após a derrota final na Batalha de Ballinamuck frente às tropas britânicas do Marquês de Cornwallis, a República deixou de existir e o território foi reintegrado no Reino da Irlanda. Este acabaria por se incorporar no Reino Unido da Grã-Bretanha e Irlanda através do Ato de União de 1800.